# Tom of Finland
Tom of Finland, egentligen Touko Valio Laaksonen, född 8 maj 1920 i S:t Karins, död 7 november 1991 i Helsingfors, var en finsk tecknare, grafiker och målare. Han har haft ett betydande inflytande på homoerotisk konst och gaykultur. Han började skicka bilder till amerikanska gaytidningar under sent 1950-tal och antog sin pseudonym för att hans identitet inte skulle röjas i hemlandet. 

## Motiv och mottagande

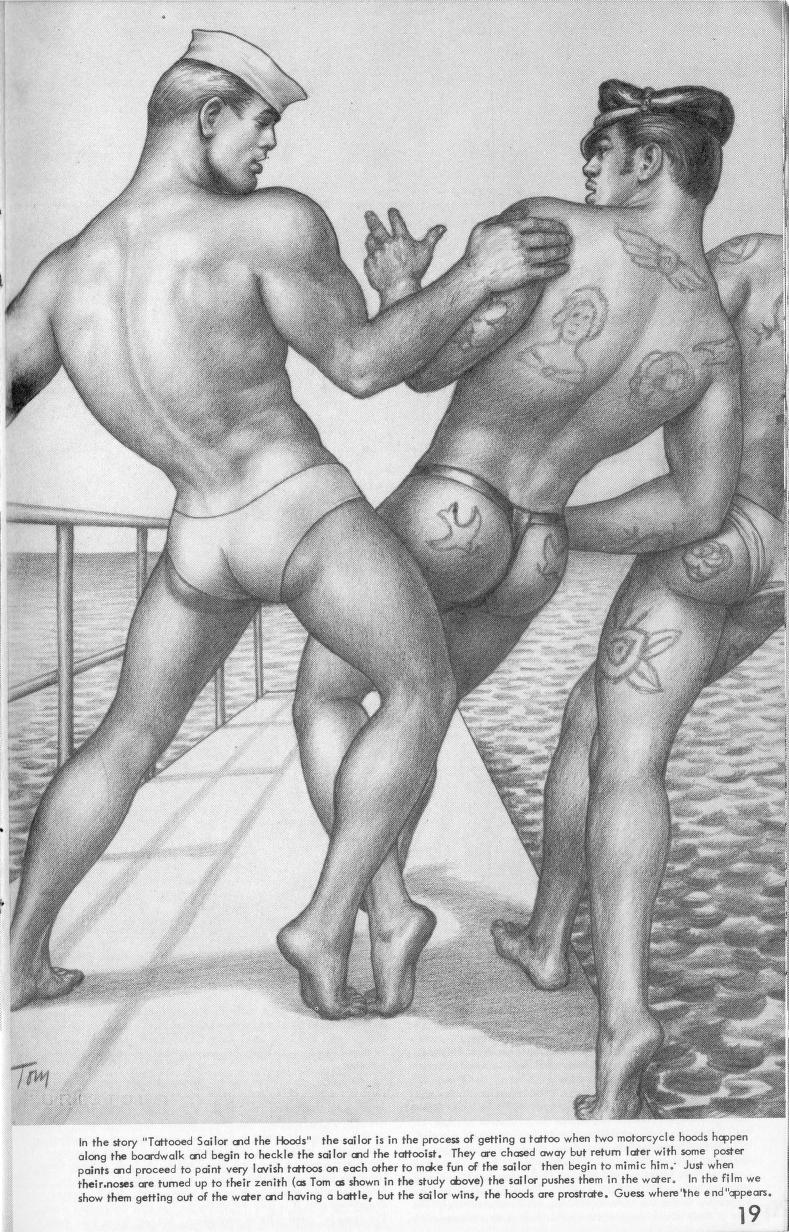
Bild av tatuerade sjömän, målad av Tom of Finland och publicerad i ett amerikanskt magasin 1962.

Laaksonens konst avbildar ofta välbyggda läderklädda män med motorcyklar eller män klädda i sjömansuniformer involverade i sexuella handlingar.
Positiva omdömen pekar bland annat på att han bidrog till att stärka HBTQ-rörelsen och ge dem en identitet. Kate Wolf skriver att "Tom of Finland hjälpte till att bana vägen för homosexuell frihet".
Kritiker har hävdat att hans karaktärer ofta är stereotypa med en begränsad repertoar av sjömän, byggnadsarbetare och motorcykelpoliser som vanligen har en massiv och orealistisk fysik.
I några enstaka teckningar avbildas män i nazistisk uniform. Laaksonen uttrycker att han anser nazism vara "full av hat", men att han valde att avbilda dem för att de hade "de sexigaste uniformerna".
När HIV började spridas fick Tom of Finland kritik för sina positiva skildringar av tillfälliga förbindelser med oskyddat sex. Han svarade på detta med teckningar av muskulösa män med budskapet "Use a rubber!" (Använd gummi!).[källa behövs]

## Eftermäle

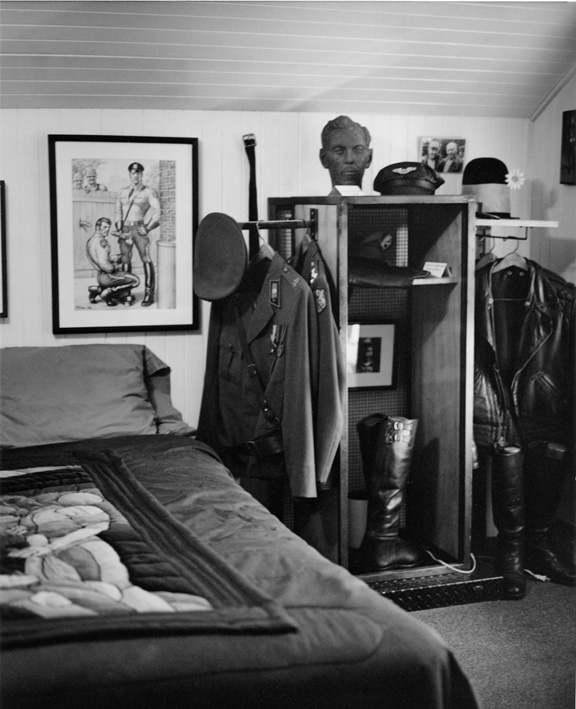
Tom House, Los Angeles, med konst av Tom of Finland.

I S:t Karins, Laaksonens födelsestad, planeras vandringar i hans fotspår och en musikal sätts upp på Åbo stadsteater om konstnären i förberedelserna av firandet av Finlands 100-årsjubileum som självständig stat. Musikalen gjorde succé på Tammerfors teaterfestival 2017.

### Utställningar
Idag visas Laaksonens bilder på Toms Saloon i Hamburg samt i Tom House i Los Angeles, tillhörande Tom of Finland Foundation, som har några av konstnärens personliga ägodelar. Museum of Modern Art i New York har en permanent utställning av Tom of Finland.
Tom's Bar i Berlin och Tom's Club i Helsingfors har tagit sina namn från Tom of Finland.[källa behövs]
Utställningar med bilder av Tom of Finland har visats i flera städer. Han finns även representerad vid bland annat Museet för nutidskonst Kiasma, Göteborgs konstmuseum, Art Institute of Chicago, San Francisco Museum of Modern Art.
Det finns även en stor mängd nyproducerad konst, tröjor och väskor med Tom of Finlands bilder som förlaga, Victoria and Albert Museum.

### Film
Filmen Tom of Finland regisserades av Dome Karukoski och producerades av Film i Väst i ett internationellt samarbete. Huvudrollen spelades av skådespelaren Pekka Strang och filmen fick sin världspremiär i januari 2017 vid Göteborg Film Festival.

## Privatliv
Laaksonens livspartner var dansaren Veli “Nipa” Mäkinen, som han tillbringade 28 år av sitt liv med, till dennes död i juli 1981.

### Källa
- Slade, Joseph W.: Pornography and Sexual Representation: A Reference Guide, Volume 2. Pp. 545–546. Greenwood Publishing Group, 2001. ISBN 0-313-27568-8